# Flirey
 Flirey  es una población y comuna francesa, en la región de Lorena, departamento de Meurthe y Mosela, en el distrito de Toul y cantón de Thiaucourt-Regniéville.

## Demografía
| 141 | 149 | 138 | 154 | 144 | 173 | 191 | 161 | 154 |
| Para los censos de 1962 a 1999 la población legal corresponde a la población sin duplicidades (Fuente: INSEE [Consultar]) |     |     |     |     |     |     |     |     |